# باب توما

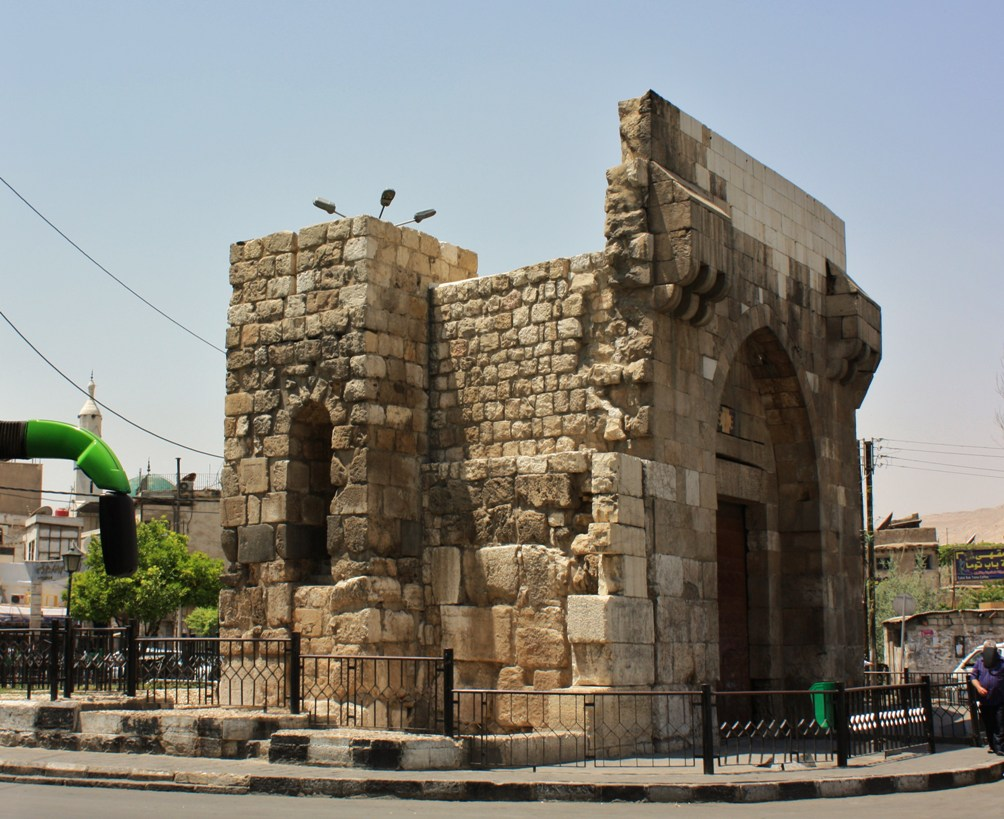
باب توما

باب توما أحد أبواب مدينة دمشق القديمة، في سوريا.

## التسمية والموقع
سُمّي باب توما بهذا الاسم نسبة للقدّيس توما أحد رسل المسيح الإثني عشر حيث كانت دمشق مقصد ومنطلق للرسل والقدّيسيين على مرّ التاريخ، يقع باب توما في الجهة الشمالية الشرقية من مدينة دمشق القديمة، بُني أول مرة في عهد الرومان وأُعيد بنائه في زمن الملك الناصر داوود 1228 م.

## تاريخ الباب
يحتل باب توما الجهة الشمالية الشرقية من سور مدينة دمشق وهو في الأصل باب روماني نسب إلى أحد عظمائهم، كانت بالقرب منه كنيسة حُوّلت إلى مسجد بعد الفتح العربي لمدينة دمشق وترتفع على الباب مئذنة، كما توجد عنده باشورة (سوق صغيرة) ذات حوانيت يمكن إغلاقها ليتمكّن أهلها من البقاء فيها لدى حدوث الغارات أو إقامة الحصار على المدينة، أُعيد بناء باب توما بشكل جيد زمن الملك الناصر داوود سنة 1228 م، أُزيل المسجد الذي كان عنده في بداية عهد الانتداب الفرنسي على سوريا، يعتبر باب توما كما هو اليوم نموذجا من نماذج المنشآت العسكرية الأيوبية التي تقدم صنعها تقدما مدهشا في أول القرن الثالث عشر الميلادي، يعلوه قوس، وشرفتان بارزتان لهما دور عسكري وتزييني معا.
وينسب باب توما كما أورد ابن عساكر إلى كوكب الزهرة حيث كانت أبواب دمشق كل باب عليه مجسم لكوكب من الكواكب ويسمى باسمه، ويُروى أن عمرو بن العاص نزل عليه يوم الفتح الإسلامي لمدينة دمشق. 